# Okres Považská Bystrica
Považská Bystrica is een district (Slowaaks: Okres) in de Slowaakse regio Trenčín. De hoofdstad is Považská Bystrica. Het district bestaat uit 1 stad (Slowaaks: Mesto) en 27 gemeenten (Slowaaks: Obec).

## Steden
- Považská Bystrica

## Lijst van gemeenten
| - Bodiná - Brvnište - Čelkova Lehota - Dolná Mariková - Dolný Lieskov - Domaniža - Ďurďové - Hatné - Horná Mariková | - Horný Lieskov - Jasenica - Klieština - Kostolec - Malé Lednice - Papradno - Plevník-Drienové - Počarová - Podskalie | - Prečín - Pružina - Sádočné - Slopná - Stupné - Sverepec - Udiča - Vrchteplá - Záskalie |

Okres Bánovce nad Bebravou · Okres Ilava · Okres Myjava · Okres Nové Mesto nad Váhom · Okres Partizánske · Okres Považská Bystrica · Okres Prievidza · Okres Púchov · Okres Trenčín